# カナダ・オープン (バドミントン)
カナディアン・オープン（英: Canadian Open）は、カナダで毎年9月に開催されているバドミントンの国際大会。1957年にカナダバドミントン協会がカナダ選手権をオープン化してスタートした。1962年からはカナディアン・オープンとカナダ選手権が分割されて、別々の大会として開催されている。
2018年にスタートしたBWFワールドツアーでの大会グレードはSuper 100である。なお、2023年、2024年はSuper 500での開催。2025年からはSuper 300での開催。2017年までの大会のグレードはBWFグランプリ（The BWF Grand Prix）。2012年の会場はリッチモンド・オリンピックオーバル。

## 優勝選手
| 年        | 男子シングルス           | 女子シングルス               | 男子ダブルス                                                | 女子ダブルス                              | 混合ダブルス                              |
| --------- | ------------------------ | ---------------------------- | ----------------------------------------------------------- | ----------------------------------------- | ----------------------------------------- |
| 2024      | 渡邉航貴                 | ブサナン・オンバムルングパン | キム・アストルプ アンダース・スカールプ・ラスムセン         | 岩永鈴 中西貴映                           | イェスパー・トフト アマリー・マゲルンド   |
| 2023      | ラクシャ・セン           | 山口茜                       | キム・アストルプ アンダース・スカールプ・ラスムセン         | 松山奈未 志田千陽                         | 緑川大輝 齋藤夏                           |
| 2022      | アレックス・ラニアー     | ミシェル・リー               | 遠藤彩斗 武井優太                                           | 宮浦玲奈 櫻本絢子                         | 葉宏蔚 李佳馨                             |
| 2019      | 李詩灃                   | 安洗塋                       | マシアス・ボー マッズ・コンラッド・ピーターセン             | セチヤナ・マパサ グローニャ・ソマーヴィル | 高成炫 厳恵媛                             |
| 2018      | 陸光祖                   | 李雪芮                       | マーカス・エリス クリス・ラングリッジ                       | 櫻本絢子 高畑祐紀子                       | マーカス・エリス ローレン・スミス         |
| 2017      | 常山幹太                 | 川上紗恵奈                   | ピーター・ブリッグス トム・ウルフエンデン                   | 松本麻佑 永原和可那                       | 金元昊 申昇瓚                             |
| 2016      | B. サイ・プラニース      | ミシェル・リー               | マヌ・アットリ B. スミース・レッディ                        | セチヤナ・マパサ グローニャ・ソマーヴィル | Do Tuan Duc Pham Nhu Thao                 |
| 2015      | リー・チョンウェイ       | ミシェル・リー               | 李俊慧 劉雨辰                                               | ジュワラ・グッタ アシュウィニ・ポンナッパ | 李晋熙 周凱華                             |
| 2014      | 李炫一                   | ミシェル・リー               | 梁睿緯 呂佳彬                                               | 崔惠仁 李昭希                             | Max Schwenger カーラ・ネルテ              |
| 2013      | タン・チュンシャン       | ニチャオン・ジンタポル       | マニーポン・ジョンジット ニピットフォン・パウングアプペシュ | 于小含 黄雅瓊                             | 李晋熙 周凱華                             |
| 2012      | 周天成                   | 奥原希望                     | 嘉村健士 園田啓悟                                           | 松友美佐紀 髙橋礼華                       | 垰畑亮太 髙橋礼華                         |
| 2011      | マーク・ジーブラー       | 鄭韶婕                       | 高成炫 李龍大                                               | 成淑 包宜鑫                               | ミハエル・フクス ビルギット・ミッヒェルズ |
| 2010      | タウフィック・ヒダヤット | 朱琳                         | 方介民 李勝木                                               | 簡毓瑾 程文欣                             | 方介民 程文欣                             |
| 2009      | ラジフ・オーセフ         | 亀谷望                       | 川前直樹 佐藤翔治                                           | 赤尾亜希 今別府靖代                       | Kevin Cao Melody Liang                    |
| 2008      | 佐藤翔治                 | Yi Tai                       | 川前直樹 川口馨士                                           | 藤井瑞希 垣岩令佳                         | 陳宏麟 周佳琦                             |
| 2007      | リー・ツェンセン         | 李蓮花                       | ウィリアム・ミルロイ マイク・ベアーズ                       | 黄遊美 河貞恩                             | ウィリアム・ミルロイ タミー・サン         |
| 2006      | トビー・ハニー           | エバ・リー                   | ウィリアム・ミルロイ マイク・ベアーズ                       | メセニー・マングカラキリ エバ・リー       | ハワード・バック エバ・リー               |
| 2005      | Hariawan                 | 李蓮花                       | Han Sung-wook Kang Kyung-jin                                | Jun Woul-sik 羅景民                       | Kang Kyung-jin 河貞恩                     |
| 2004      | Aamir Ghaffar            | ジュリア・マン               | ポール・トルーマン イアン・ペールソープ                     | リサ・パーカー Suzanne Rayappan           | クリスチャン・ローバック リサ・パーカー   |
| 2003      | Hong Seung-ki            | イ・ウヌ                     | 黄智万 Jung Hoon-min                                        | イ・ウヌ 河貞恩                           | 黄智万 イ・ウヌ                           |
| 2002      | Colin Haughton           | ペトラ・オバージャー         | Brian Prevoe Philippe Bourett                               | リサ・パーカー Suzanne Rayappan           | クリスチャン・ローバック Natalie Munt     |
| 2001 2000 | 未開催                   | 未開催                       | 未開催                                                      | 未開催                                    | 未開催                                    |